# Alicia Lopez Bruzos
Alicia L. Bruzos (nascida em 29 de março de 1993 em Lugo) é uma geneticista espanhola, pesquisadora em biologia marinha e genética na Universidade de Caen Normandia. Sua pesquisa concentra-se nos cânceres transmissíveis em bivalves.

## Educação e carreira científica
Obteve sua licenciatura em biologia pela Universidade de Santiago de Compostela em 2015, seguida de um mestrado em bioinformática pela Universidade Autônoma de Barcelona . Em 2022, defendeu a sua tese de doutoramento na Universidade de Santiago de Compostela, onde estudou as bases genéticas das metástases contagiosas no ambiente marinho.
Após seu doutorado, ela fez um pós-doutorado no Francis Crick Institute da University College London. Em 2023, ela recebeu uma bolsa Marie Skłodowska-Curie para continuar sua pesquisa na Universidade de Caen Normandia, onde atualmente trabalha.

## Pesquisa

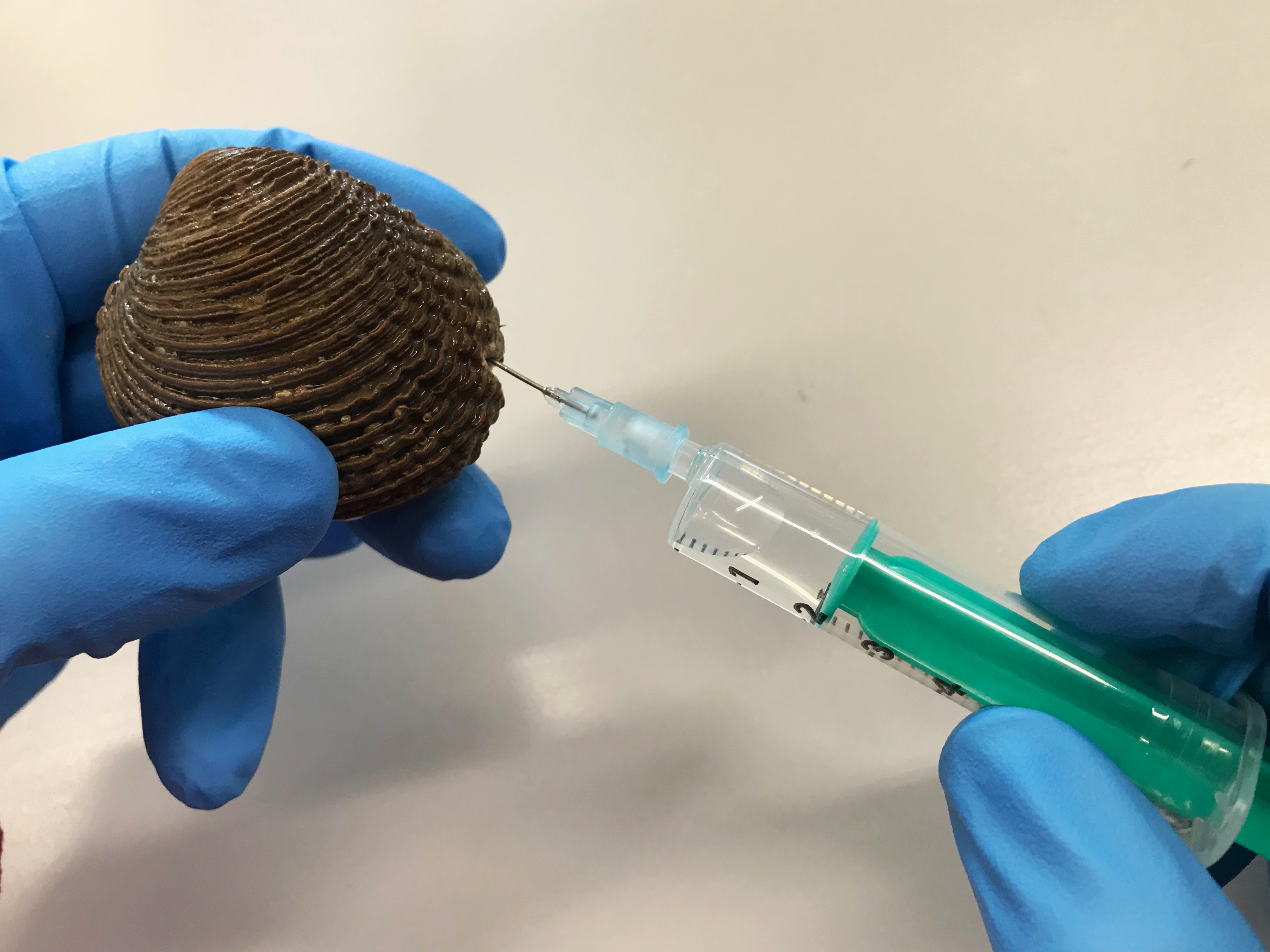
Diagnóstico do câncer transmissível

Alicia L. Bruzos estuda os cânceres transmissíveis em moluscos bivalves, uma forma rara de câncer em que as células tumorais se propagam entre indivíduos. Seu trabalho busca compreender os mecanismos genéticos e evolutivos que permitem a transmissão e persistência desses cânceres, estabelecendo paralelos com as metástases humanas.
Contribuiu para várias descobertas importantes na genômica do câncer humano, incluindo a instabilidade genômica causada pelos retrotransposons LINE-1, a instabilidade cromossômica induzida pelo vírus da hepatite B no carcinoma hepatocelular e a identificação de genes de fusão BRAF envolvidos em nevos melanocíticos congênitos.
Sua pesquisa sobre cânceres transmissíveis em bivalves inclui a descoberta de um novo câncer contagioso que afeta várias espécies de amêijoas, o desenvolvimento de um ensaio de PCR multiplex para detectar duas linhagens de cancros transmissíveis em berbigões e a caracterização dos mecanismos que favorecem sua persistência, incluindo a transferência horizontal de ADN mitocondrial e a elevada instabilidade genómica, como a duplicação do genoma completo.

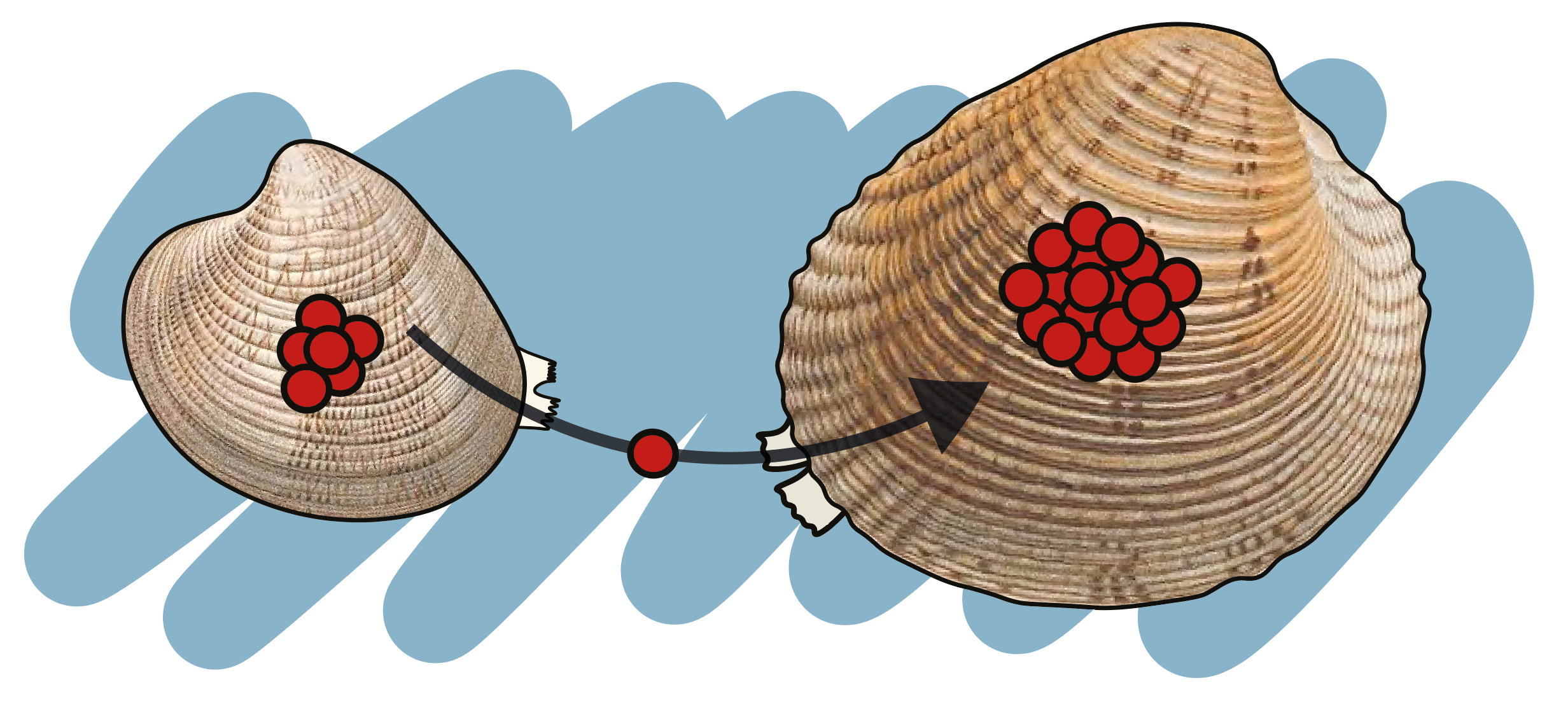
Cancro contagioso entre dois moluscos

Seu trabalho sugere que esses cânceres podem estar mais disseminados em ambientes marinhos do que se pensava anteriormente, com implicações importantes para a saúde dos ecossistemas costeiros e populações de bivalves explorados na aquacultura.

## Distinções
Em 2024, Alicia L. Bruzos recebeu o Prêmio L'Oréal-UNESCO Jovens Talentos para Mulheres na Ciência em reconhecimento às suas contribuições à pesquisa sobre cânceres transmissíveis em bivalves.